# Gene Kardos
Eugene „Gene“ Kardos (* 12. Juni 1899 in New York City; † 27. Juli 1980 ebenda) war ein amerikanischer Jazzmusiker (Altsaxophon, Geige, Gesang) und Bandleader der Swingära.

## Leben und Wirken
Kardos, der aus einer ungarischen Immigrantenfamilie stammte, wuchs im New Yorker Stadtteil Yorkville auf. Als Kind lernte er Geige und Saxophon; seine Karriere begann er in Vaudeville-Orchestern, bis er um 1930 seine erste eigene Band gründete, eine Territory Band, die vorwiegend im Gloria Palast, einem deutsch-amerikanischen Ballroom und Café auftrat, der sich an der East 86th Street in Yorkville befand. Da sich in der Nähe das Büro der American Federation of Musicians befand, hörten viele professionelle Musiker die Kardos-Band. Zu dessen Musikern gehörten u. a. Hymie Schertzer (Saxophon), Vic Schoen (Trompete, Arrangement), Joel Shaw (Piano) und Bernie Green (Arrangement und Komposition). Unter Shaws Namen fanden erste Aufnahmen für Crown statt, weitere Sessions für ARC Records unter Bandbezeichnungen wie Gene's Merrymakers, Art Kahn und Bob Causer. In den frühen 1930er-Jahren nahm er in New York für Label wie Victor, Banner und Vocalion auf, außerdem mit Joel Shaw und Hoagy Carmichael. Im Bereich des Jazz war er zwischen 1931 und 1938 an 57 Aufnahmesessions beteiligt. Populäre Titel waren „A Hot Dog a Blanket and You“, „Shanghai Lil“, „Red Headed Baby“, „My Extraordinary Gal“ und „You Little So-And-So“.
Anfang der 1930er-Jahre spielte die Kardos-Band Hot Jazz, ab der Mitte der Jahrzehnts veränderte sie ihren Stil hin zu einer Hotel-Tanzband. Zu den Musikern gehörte der Trompeter Joe Hostetter; der Sänger Dick Robertson war Bandvokalist bei zahlreichen Aufnahmen, ferner Belle Baker (Bei mir bistu shein, 1937). Nach der Auflösung des Orchesters 1939 heiratete Kardos und arbeitete im Hauptberuf bei der  New Yorker Post; daneben trat er mit einem Tanzorchester  bis in die 1950er-Jahre im Restaurant Zimmerman's Hungaria in Yorkville auf.